# Hemidromodes
Hemidromodes là một chi bướm đêm thuộc họ Geometridae.